# 伯寧敦鎮區 (北卡羅萊納州梅肯縣)
伯寧敦鎮區（英語：Burningtown Township）是位於美國北卡羅萊納州梅肯縣的一個鎮區。

## 地方資料
伯寧敦鎮區的面積為112.92平方千米，皆為陸地。根據2020年美國人口普查的數據，當地共有人口516人，而人口密度為每平方千米4.57人。